# 高知トヨタ自動車
高知トヨタ自動車株式会社（こうちとよたじどうしゃ）は、高知県高知市に本社を置く、トヨタ自動車の正規ディーラー（トヨタ店）である。西山グループ傘下。通称は「高知トヨタ」。

## 概要
1946年に高知県で初めて誕生したトヨタディーラーであり、県内にあるトヨタディーラーの中では1番長い歴史を持つ。
トヨタ車のほか、県内で唯一フォルクスワーゲンやレクサスの車種も取り扱っている。
高知トヨタをはじめとする西山グループは、愛媛トヨタ自動車（愛媛県） や徳島トヨタ自動車（徳島県）なども傘下に収め、同じ高知県の「入交グループ」と並ぶ一大企業グループである。

## 沿革
- 1946年9月 「高知トヨタ販売」として創業
- 1962年 サービス工場新設、中村店開業
- 1966年12月 中古車展示場を新設
- 1968年8月 フォークリフトの店舗を新設(現:トヨタL&F西四国(株))
- 1970年4月 安芸店を新設
- 1970年11月 須崎店を新設
- 1973年2月 鴨部営業所を新設
- 1975年5月 北本町に本社を新築
- 1978年12月　桟橋店を新設(レクサス店開設のためのちに閉鎖)
- 1988年10月 鴨部営業所を現在の土佐道路店に新築移転
- 1993年11月 DUO高知中央(のちのVolkswagen高知)を新設
- 1996年7月 南国店を新設
- 2004年1月 本店を北本町から北御座に移転
- 2004年12月 DUO高知中央を新築移転、U-Carステーション新築移転
- 2005年9月 レクサス高知を開業
- 2020年10月 西山合名が中間持株会社「KTGホールディングス株式会社」を設立。高知エリアの西山グループトヨタディーラー4社の経営を当該会社に集約する。

## 店舗

### 新車
- 本店 - 高知市北御座3-39
- トヨタワー土佐道路店 - 高知市朝倉甲45-1
- 中村店 - 四万十市具同360
- 須崎店 - 須崎市西崎町5-30
- 安芸店 - 安芸市矢ノ丸1-6-31
- 南国店 - 南国市篠原122-1

### 中古車・輸入車他
- 一文橋ステーション - 高知市北本町4-4-52
- レクサス高知 - 高知市北本町2-4-12
- Volkswagen高知 - 高知市北本町2-5-21

## 高知県内のその他のトヨタ車販売店
- 高知トヨペット（トヨペット店、西山グループ）
- トヨタカローラ高知（トヨタカローラ店、西山グループ）
- ネッツトヨタ南国（ネッツ店、西山グループ　旧・トヨタビスタ高知）
  - 以上の3社は高知トヨタを含め4年交代でよさこい祭りに出場している。
- ネッツトヨタ高知（ネッツ店、TNYホールディングス・ネッツトヨタ山口傘下）